# Piața Constituției
La Piața Constituției (Piazza della Costituzione), è una delle piazze più larghe del centro di Bucarest, in Romania.

## Descrizione
La piazza si erge di fronte al Palazzo del Parlamento ed è attraversata dalla Bulevardul Unirii, la strada che porta poi al Palazzo .
La piazza è uno dei migliori spazi della capitale per organizzare concerti e parate.
Annualmente ospita la celebrazione del Capodanno . La piazza viene anche utilizzata per ospitare parate militari in onore della Giornata della Grande Unione rumena.

## Concerti

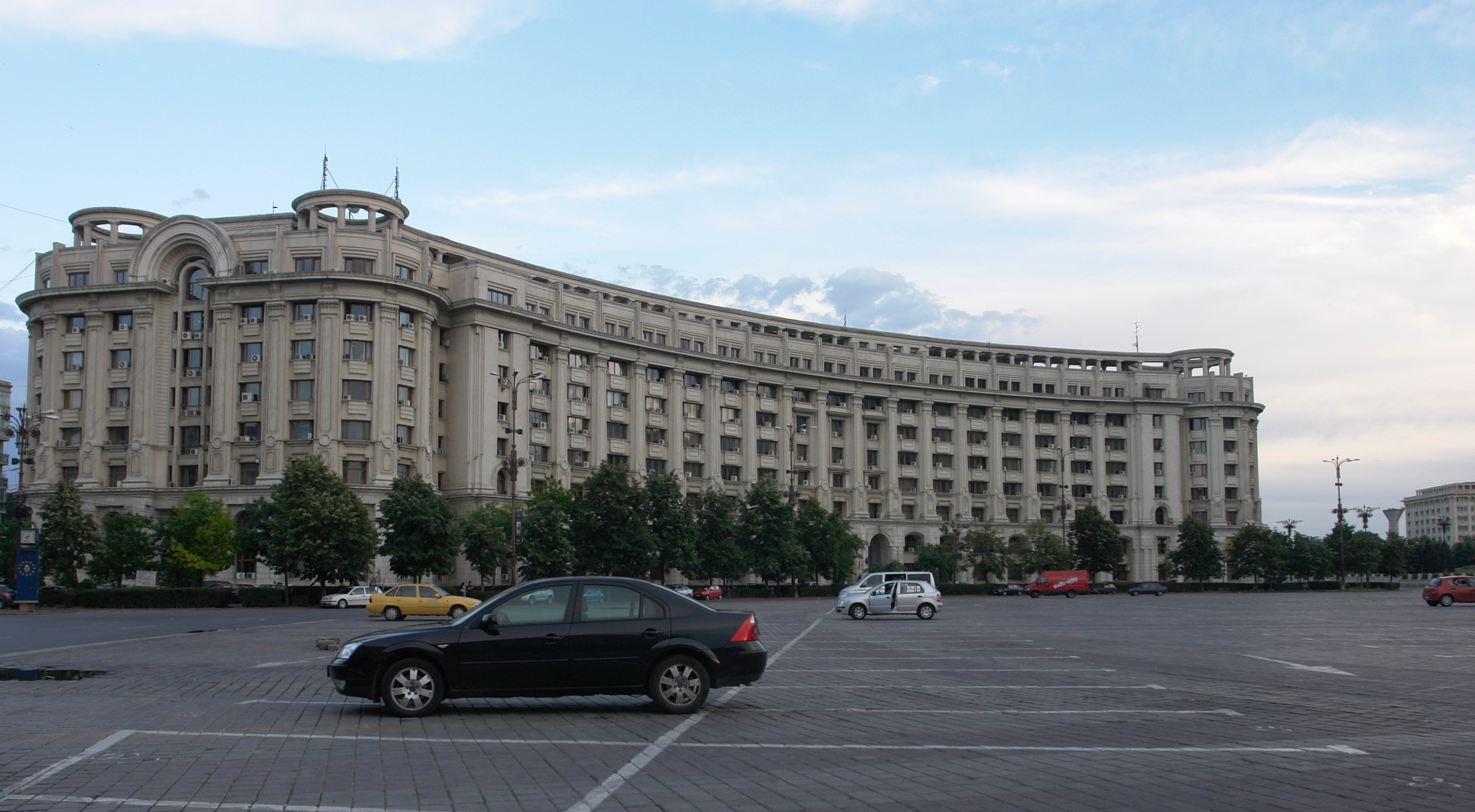
La piazza vista dalla parte sud.

| Data      | Artista      | Nazionalità | Tour                         | Spettatori      |
| 2010      | 2010         | 2010        | 2010                         | 2010            |
| --------- | ------------ | ----------- | ---------------------------- | --------------- |
| 16 maggio | AC/DC        | Australia   | Black Ice World Tour         | 55.000 / 55.000 |
| 2011      |              |             |                              |                 |
| 7 maggio  | Shakira      | Colombia    | The Sun Comes Out World Tour | N.D.            |
| 10 luglio | Bon Jovi     | Stati Uniti |                              |                 |
| 2012      |              |             |                              |                 |
| 16 agosto | Lady Gaga    | Stati Uniti | The Born This Way Ball       | 22.602 / 22.602 |
| 2013      |              |             |                              |                 |
| 24 luglio | Iron Maiden  | Regno Unito | Maiden England World Tour    | 10.844 / 12.000 |
| 28 agosto | Roger Waters | Regno Unito | The Wall Live                | 44.813 / 44.850 |
| 2016      |              |             |                              |                 |
| 5 giugno  | Maroon 5     | Stati Uniti | Maroon V Tour                | N.D.            |
| 30 luglio | Iron Maiden  | Regno Unito | The Book of Souls World Tour | 14.759 / 21.000 |
| 14 agosto | Rihanna      | Barbados    | Anti World Tour              | N.D.            |